# Ars (adjetivo)
Ars (en árabe: عرص‎, en hebreo: ערס‎), o Arsim (plural) es un adjetivo relativamente peyorativo, aunque usado también como auto-definitorio en hebreo para describir el estereotipo israelí de la persona de malos modales, joyas y adornos muy brillantes y en general, de trato rudo y habla en voz alta, asociado con los judíos sefarditas y mizrahim de clase baja, generalmente de origen marroquí. A una mujer ars se le llama Arsit, o más comúnmente, Freja (פרחה), o algunas veces Fakatsa (פקצה), que es una abreviación que incluye la palabra Freja. En general, las ciudades de Holon y Bat Yam, ciudades con la mayor población de bajos ingresos del Distrito de Tel Aviv se asocian con Arsim. Muchos de los chistes de comediantes israelíes se basan en personajes Arsim, como por ejemplo los de los comediantes Naor Zion, Shalom Asayag, Yaakov Cohen y otros que viven en poblaciones menores con gran influencia y población de Arsim.
En el idioma árabe ars significa "joven pastor", aunque en algunas ciudades del Mundo Árabe como El Cairo y otras se usa este término para definir a un proxeneta. Además, también se emplea la palabra arsawwat.

## Características
Algunas características estereotípicas de los Arsim son las siguientes: pantalones llevados muy bajo (tayba), joyas y accesorios de fantasía (a veces de plata o acero) muy grandes, poco o ningún respeto por las mujeres, mal empleo del idioma hebreo, uso extensivo y hasta excesivo del slang o lenguaje callejero y de frases en hebreo como "lama, mi met?" ("por qué, quién se murió?") cada vez que son criticados por su comportamiento, expresiones vulgares o mal gusto. También se relaciona escupir en la calle, fumar de manera desproporcionada y el poco o ningún conocimiento informático.
Los Arsim en Israel escuchan música Hip-hop israelí, Música Mizrají o Música árabe. Sobre todo en los Estados Unidos los Arsim escuchan música techno de los años 90 de Tel Aviv, con algunos de ellos pasando a ser promotores y DJs de estos tipos de música en Nueva York y en otras grandes ciudades americanas.